# Erdős László (író)
Erdős László János (Budapest, Erzsébetváros, 1913. július 20. – Budapest, 1997. március 27.) magyar író, költő, újságíró.

## Életpályája
Szülei Erdős Miksa és Deutsch Karolina voltak. 1931-től részt vett az illegális kommunista mozgalomban. 1931-ben érettségizett. Ezután nyomdászként dolgozott. 1935-ben jogi diplomát szerzett. 1942-ben elfogták, életfogytiglani fegyházra ítélték. 1944-től a dachaui koncentrációs táborban raboskodott.
1945-ben szabadult, a MADISZ kulturális osztályvezetője, majd a Hunnia Filmgyárban, 1950-től az Egyetemi Nyomdánál, 1953-tól az Írószövetségben dolgozott. 1957-től a Magvető Könyvkiadó szerkesztője, majd főszerkesztője volt. 1964-től az Orvosegyetem című lap munkatársa volt. 1972-től az Állami Biztosító sajtóosztályának szaktanácsadója volt. 1974-ben nyugdíjba vonult.

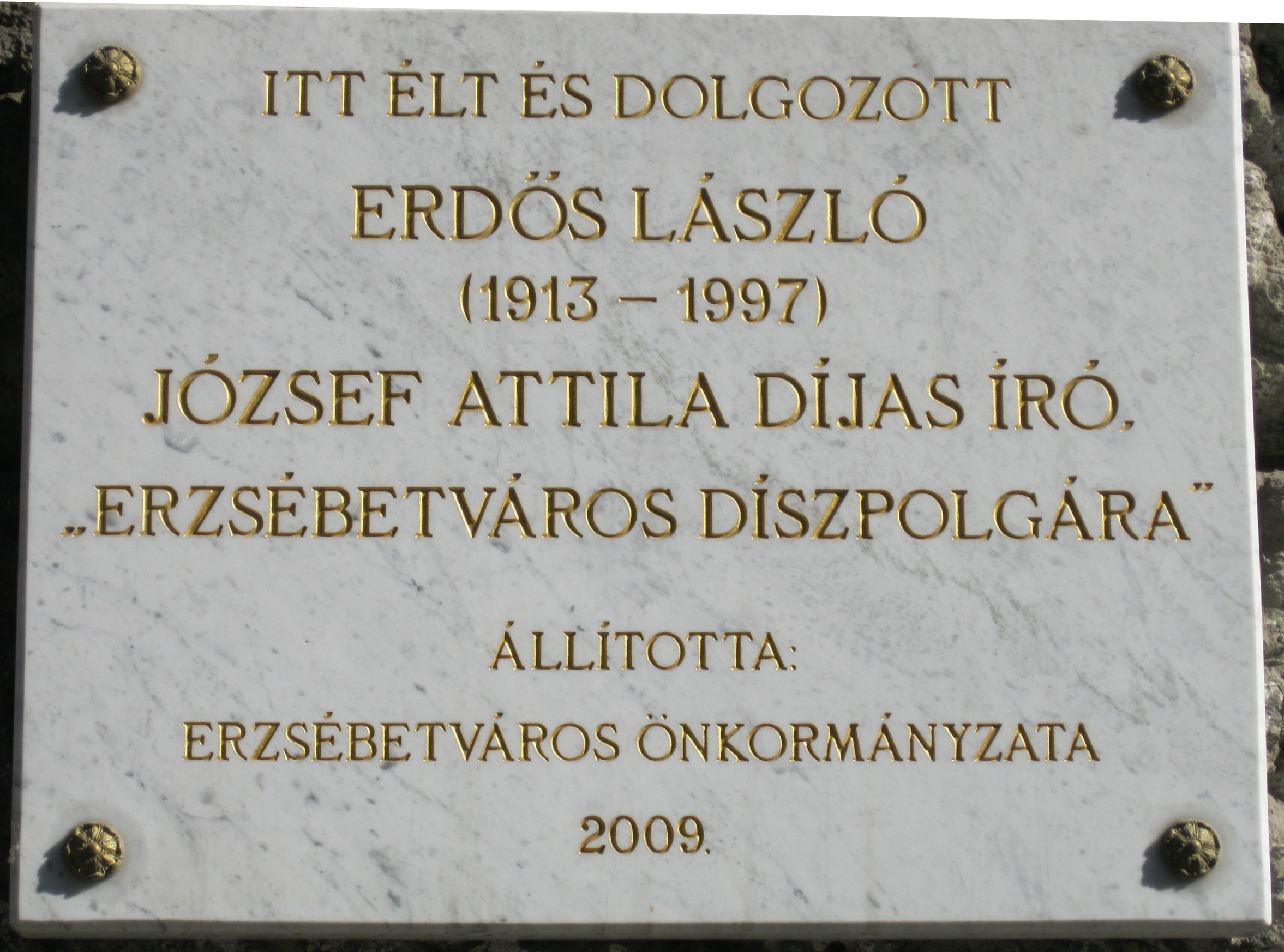
Erdős László emléktáblája (VII. kerület, Hernád u. 43.)

## Művei
- Bolond Istók a bíróválasztáson (dráma, 1946)
- Falu végén a vasvella… Drámai jelenet a koleralázadás idejéből; Szikra, Budapest, 1947 (Színdarabok, jelenetek, játékok)
- A kínai császár elefántja (mesék, 1955)
- Veszélyes művészet (regény, 1955)
- Levelek Bécsbe (levélregény, 1958)
- Lelkiismeret (regény, 1958)
- Sziszifusz (kisregény, elbeszélés, 1959) (románul is)
- A szökevény (regény, 1960, 1968)
- Élt közöttünk egy ember. Felszabadulásaim története. Horváth Sándor boldogsága (kisregények, 1963)
- Valami készül. Harc a szocialista realizmusért (tanulmány, 1964)
- Egy éjszaka története (regény, 1965)
- Tacitus tanár úr. Az utolsó hazugság (kisregények, 1966)
- A Hegedűs-ügy (regénytrilógia, 1967)
- A professzor jubileuma (regény, 1969)
- Kényszerleszállás (fantasztikus ifjúsági regény, 1971)
- Az isteni Kutyácska (regény, 1973)
- Szűz utcai legendák (regény, 1977) (lengyelül is)
- A Kapalyag-dinasztia (regény, 1980)
- A boszorkány fia (regény, 1983)
- Böllérbicskák éjszakája (visszaemlékezések, 1984)
- A Szeverjáncz-legenda (regény, 1997)

## Díjai, elismerései
- József Attila-díj (1956, 1959)
- A Munka Érdemrend arany fokozata (1983)
- Erzsébetváros díszpolgára (2003) (posztumusz)[3]